# Järvikäinen (Jukkasjärvi socken, Lappland, 751592-175923)
Järvikäinen är en sjö i Kiruna kommun i Lappland och ingår i Torneälvens huvudavrinningsområde. Sjön har en area på 0,0687 kvadratkilometer och ligger 279 meter över havet.

## Delavrinningsområde
Järvikäinen ingår i det delavrinningsområde (751833-175951) som SMHI kallar för Ovan VDRID = Näverijoki i Torneälvens vattendrags*. Medelhöjden är 275 meter över havet och ytan är 37,97 kvadratkilometer. Räknas de 495 avrinningsområdena uppströms in blir den ackumulerade arean 9 516,91 kvadratkilometer. Avrinningsområdets utflöde Torneälven (Kamajåkka) mynnar i havet. Avrinningsområdet består mestadels av skog (62 procent) och sankmarker (26 procent). Avrinningsområdet har 1,87 kvadratkilometer vattenytor vilket ger det en sjöprocent på 4,9 procent.